# Rad am Ring
Rad am Ring ist eine jährlich stattfindende Straßenradsportveranstaltung.
Zum Rad am Ring auf dem Nürburgring gehören ein 24-Stunden-Rennen (auch für Zweier- und Vierer-Teams und Achter-Teams), drei Jedermannrennen über 25 km, 75 km und 150 km auf der Nordschleife und ein 24-Stunden-Rennen für Mountainbiker (auch für Zweier-, Vierer- und Achter-Teams) auf einer 7 km-Schleife zwischen der Grand-Prix-Strecke und der Nürburg.
Zusätzlich wurde im Jahr 2016 erstmals ein internationales Eintagesrennen der UCI Europe Tour in der UCI-Kategorie 1.1 veranstaltet, das Rudi Altig Race, welches an Rudi Altigs Sieg bei den UCI-Straßen-Weltmeisterschaften 1966 auf dem Nürburgring erinnern soll. Der Namensgeber Altig starb wenige Wochen vor der ersten Austragung des Rennens. Erster Sieger war der Deutsche Paul Voß. Nach der zweiten Auflage, die der Niederländer Huub Duyn gewann, wurde das Rennen wegen mangelndem Zuspruch des Publikums und Radrennfahrern eingestellt. Ab 2018 ist es Teil der Rad-Bundesliga.

## Sieger „Rudi Altig Race“
- 2019  Christopher Hatz
- 2018  Pit Leyder
- 2017  Huub Duyn
- 2016  Paul Voß